# Vřesovice (okres Hodonín)
Vřesovice (dříve Brzesowicze či Březovice, slováckým nářečím Břesovice, německy Wresowitz) jsou obec v okrese Hodonín v Jihomoravském kraji, 9 km severovýchodně od Kyjova. Žije zde 583 obyvatel. Od roku 2000 je členem mikroregionu Podchřibí. V obci je soutok Skaleckého a Vřesovického potoka. Severně od obce se nachází rekreační chatová oblast.

## Historie
Poprvé byla obec zmíněna v listině olomouckého biskupa Jana Očka z Vlašimi z 18. dubna 1358, v níž potvrzuje darování obce moravským markrabětem Janem Jindřichem augustiniánskému klášteru sv. Tomáše v Brně. Tento klášter Jan Jindřich sám kolem roku 1350 založil. Augustiniáni měli v téže době i klášter na Hoře sv. Klimenta 3 km severně od obce. Podle tradice byla ve Vřesovicích tvrz. Na tu v roce 1421 přesídlili mniši z kláštera na Hoře sv. Klimenta, který v tom roce zničili husitské nájezdy. Augustiniáni dávali ves do zástavy nižší šlechtě a nějaký čas patřila přímo císaři Ferdinandu I. V roce 1564 byla zastavena městu Kyjovu, které ji 5. července 1577 koupilo do svého majetku.
6. října 1874 byl položen základní kámen ke stavbě školy na místě bývalého hostince a slavnostně otevřena 11. září 1875. V roce 1898 rozšířena o první patro. Elektřina byla zavedena v roce 1945, 1946 byl založen Klimentský rybník, 1948 místní rozhlas. V roce 1962 byla otevřena nová škola a dětský domov.
Název obce se během staletí měnil. Od roku 1617 do roku 1925 se obec označovala jako Diedina Brzesowicze. V roce 1925 se vrátila k původnímu názvu Vřesovice.

## Samospráva
Zastupitelstvo obce má 9 členů. Voleb do zastupitelstva v říjnu 2010 se účastnilo 377 (tj. 72,5 %) voličů. Ve volbách zvítězilo místní uskupení Nezávislí pro Vřesovice které získalo 49,9 % hlasů a 5 mandátů v zastupitelstvu, dále Sdružení nestraníků (32,9 %, 3 mandáty) a Pro rozvoj Vřesovic (17,2 %, 1 mandát). Starostou byl zvolen Libor Pazdera a místostarostou Mgr. Vlastimil Havránek, oba za Nezávislí pro Vřesovice. Libor Pazdera byl ve funkci starosty potvrzen při ustavujícím zasedání zastupitelstva v listopadu 2014.
Obec náleží do senátního obvodu č. 79 - Hodonín. Do roku 1960 patřila do okresu Kyjov.

## Obyvatelstvo
| Rok  | Počet obyvatel | Počet domů |
| ---- | -------------- | ---------- |
| 1869 | 621            | 142        |
| 1880 | 731            | 158        |
| 1890 | 791            | 172        |
| 1900 | 876            | 186        |
| 1910 | 963            | 201        |
| 1921 | 935            | 200        |
| 1930 | 873            | 205        |
| 1950 | 710            | 230        |
| 1961 | 848            | 214        |
| 1970 | 821            | 214        |
| 1980 | 753            | 205        |
| 1991 | 671            | 252        |
| 2001 | 616            | 259        |

Při sčítání lidu v roce 2001 se 77,6 % obyvatel přihlásilo k české národnosti, 20,1 % k moravské a 1,1 % ke slovenské. 62,2 % se hlásilo k Římskokatolické církvi, 26 % bylo bez vyznání a u 8,1 % obyvatel nebylo vyznání zjištěno. Průměrný věk byl 40,4 let.
Vřesovice náleží do farnosti Osvětimany. V obci je aktivní pobočka Klubu českých turistů, která každoročně organizuje pochody pro tisíce turistů.

## Doprava
Vřesovicemi prochází autobusová linka č. 729666 z Kyjova do Osvětiman. V roce 2013 ze dvou autobusových zastávek v obci jezdilo do Kyjova 15 přímých spojů v pracovní dny a 8 spojů přes víkend. Z Kyjova je přímé železniční spojení s Brnem po trati č. 340 (tzv. Vlárská dráha). Ve středu obce se sbíhají silnice III/42213 z Kostelce, III/4227 z Labut a v zimě neudržovaná III/43230 z Koryčan.
Z Vřesovic vychází severním směrem žlutě značená turistická trasa do Chřibů, kde se po 3 km napojuje na další síť turistických cest.

## Pamětihodnosti
- Kaple sv. Petra a Pavla z roku 1906
- Pískovcová pamětní deska z roku 1550 na budově obecního úřadu připomíná věnování obce císařem Ferdinandem I. podkomořímu moravského markrabství Přemkovi z Víckova. Původně byla umístěna na domě č. 56. Na desce se místo erbu Pánů z Víckova nachází znak města Kyjova, habsburská orlice a mezi nimi text: „Ferdinand z Boží milosti římský, uherský, český atd. král infant ve Španělsku, arcikníže rakouské a markrabě moravské atd. oznamuje vám lide robotný vsi Vřesovic, že jsme statečnému Přemkovi z Víckova na Prusínovicích, podkomořímu našemu markrabství moravského, věrnému milému poručiti ráčili, aby se tůž ves Vřesovice na místě našem uvázal a Vás v správě své až do dalšího jemu o tom poručení měl. Protož Vám poroučíme, když nahoře psaný podkomoří náš mezi Vás příjde aneb vyšle a jakž Vám od něho na místě našem oznámeno bude, abyste se v tom povolně a poslušně k němu najít dali a jemu jak dotčeno a do vůle naší správy jináče činíce. Dáno v Prešpurku v úterý po svatém Pavlu na víru obrácení léta 1550 a království našich římského a jiných.“

- Ranšperk, zaniklá ves a hrad asi 1,5 km severovýchodně od obce[8]
- Pomník obětem světových válek
- Krucifix

## Fotogalerie

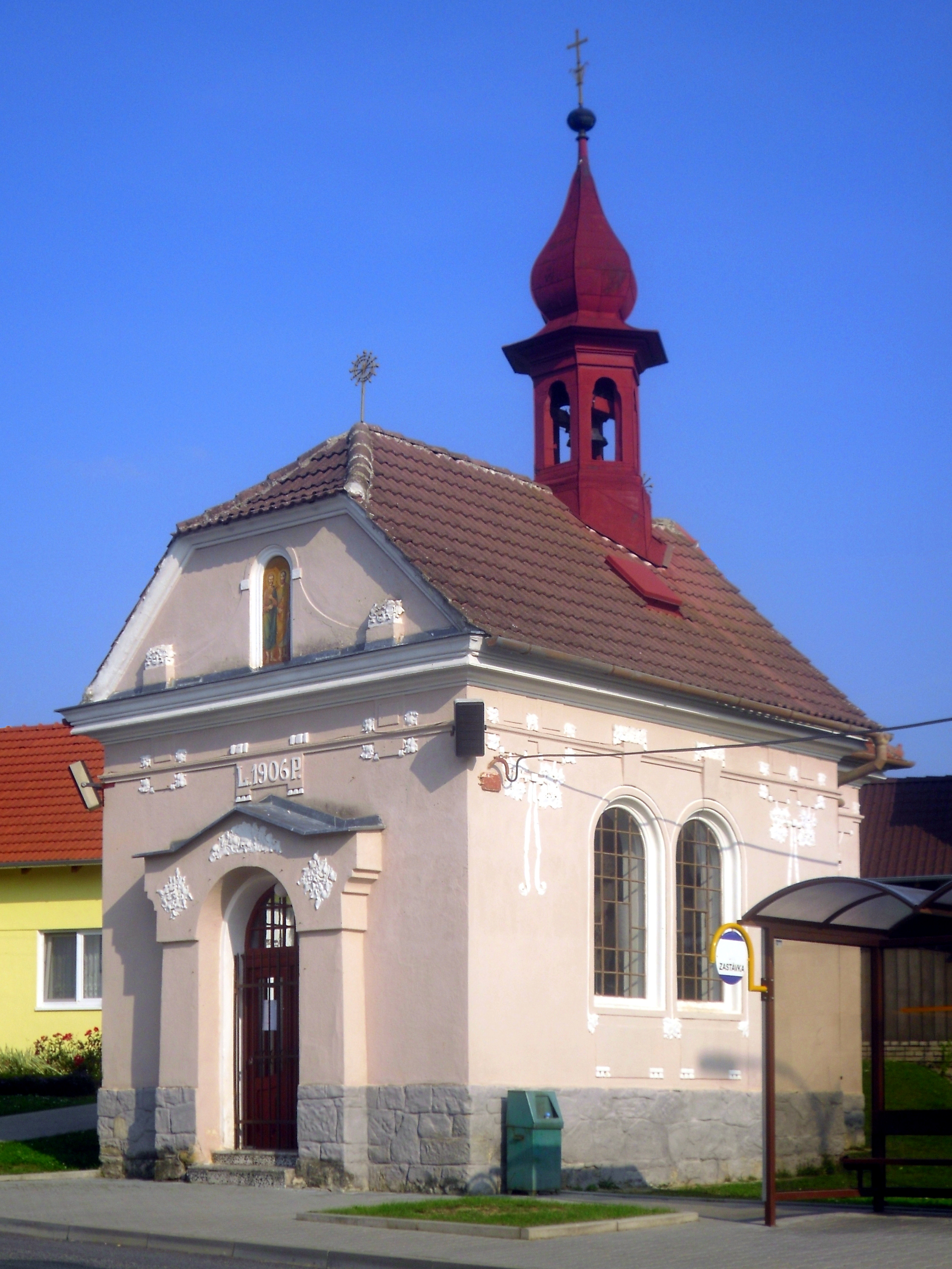
Kaple sv. Petra a Pavla
Pomník obětem světových válek
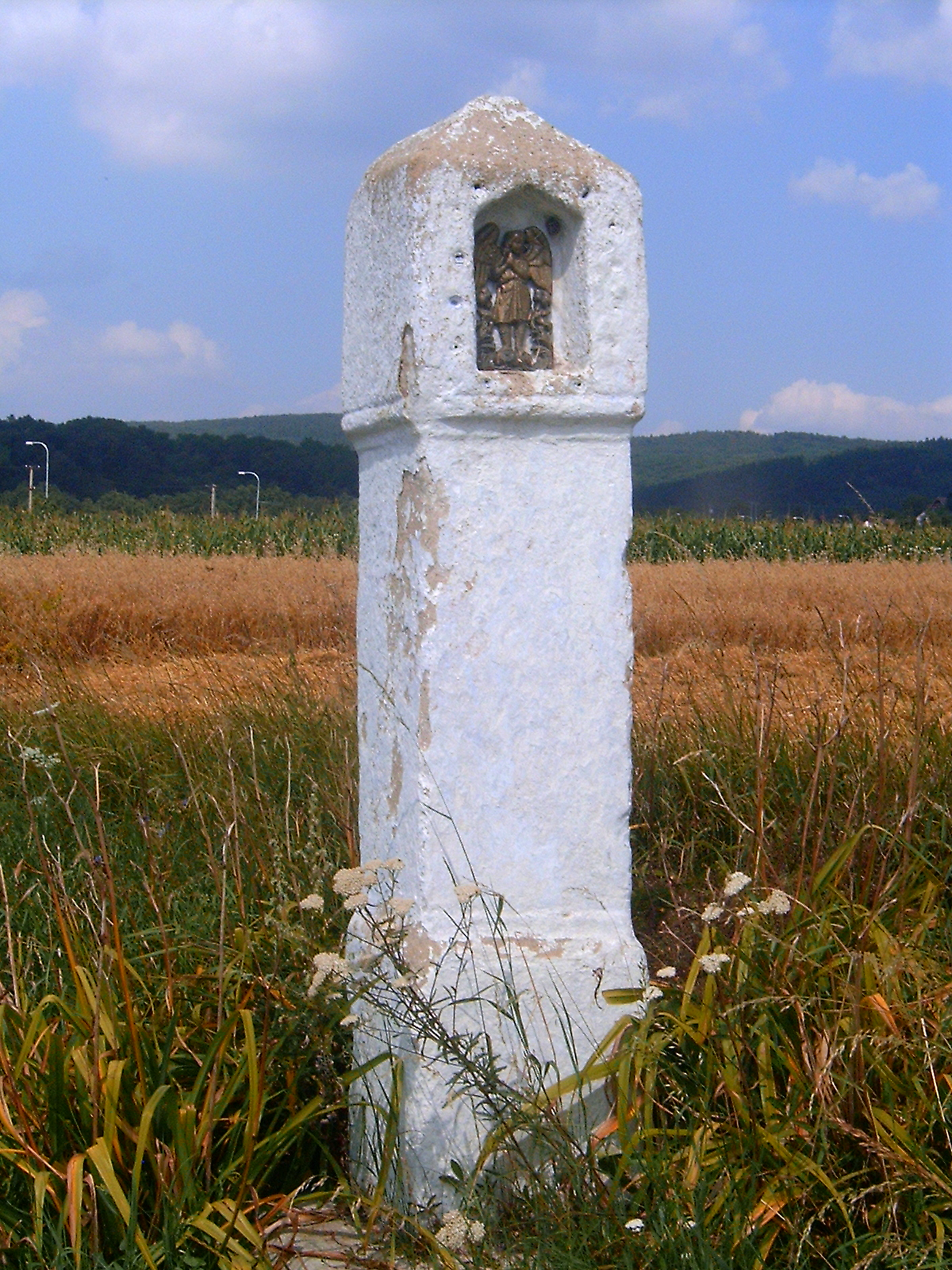
Boží muka u křižovatky směrem na Osvětimany
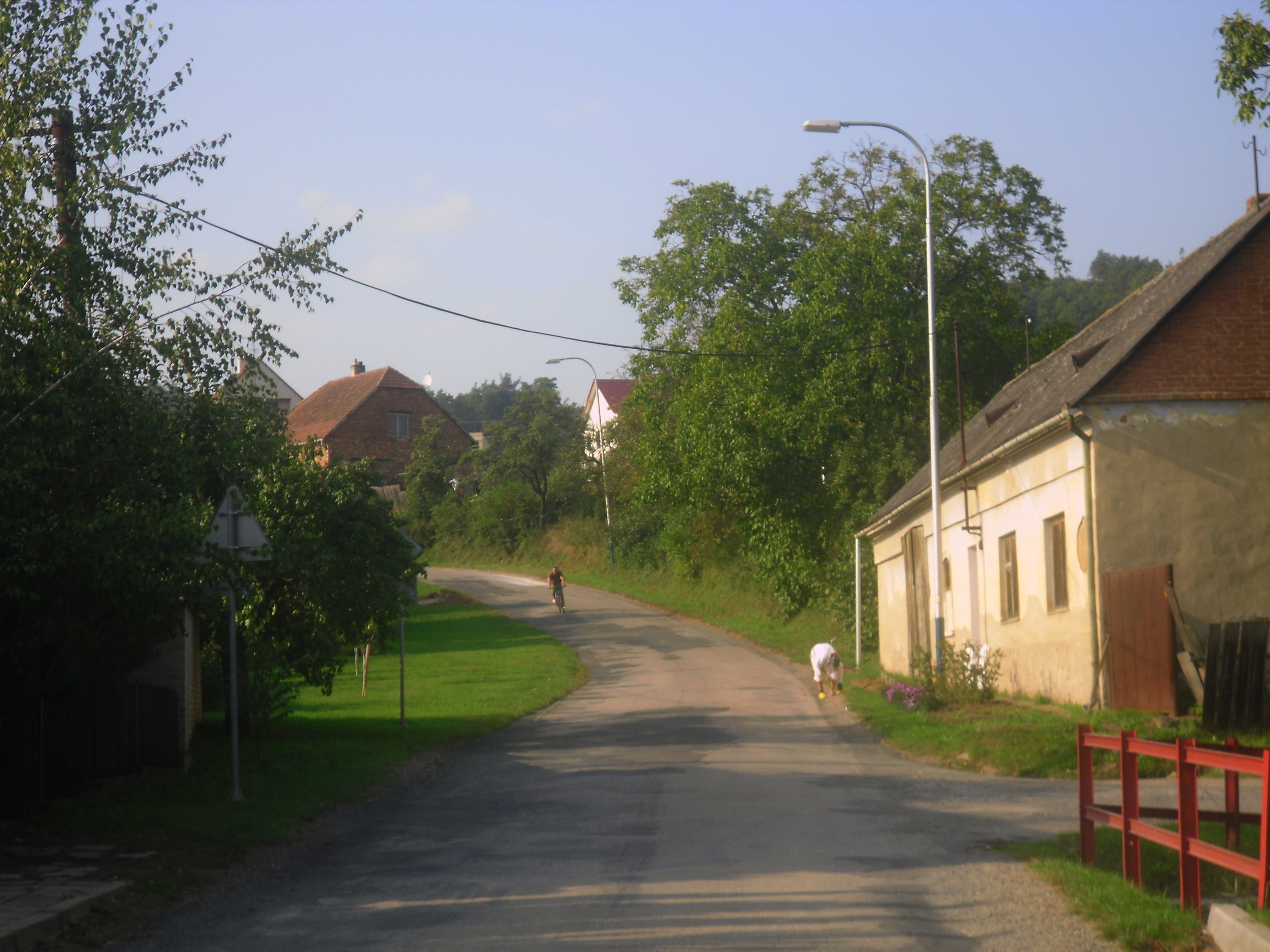
Ulice

## Osobnosti, chronologicky
- Jakoubek z Vřesovic († 1461), husitský hejtman, politik
- Cyril Žižlavský (1908–1943), učitel, odbojář, podporovatel parašutisty Oldřicha Pechala
- Jaroslav Hodek (1905–1967), farář Církve československé husitské, autor přednášky o kraji Aloise Jiráska a Boženy Němcové, kterou uváděl spolu s promítáním diapozitivů členů „Klubu fotografů amatérů v Náchodě“ v letech 1943–1951 ve městech a vsích protektorátu a po celém tehdejším Československu
- Oldřich Pechal (1913–1942), československý voják a odbojář, prožil ve Vřesovicích dětství[9]
- Svatopluk Štulíř (1917–1941), československý letec v RAF u 257. a 65. perutě[10]